# 2CH
2CH 是一間在澳洲悉尼市廣播的商業電台，頻率是中波1170千周。這個電台的對像是中年以上的聽眾，所以播放的也是些輕鬆音樂，偶然也有些輕度搖擺音樂。2CH 在1931年啟播，持牌人是「新南威爾士省基督教教會理事會」。1989年，理事會將它出售予商人Mr John Singleton。所以，名稱中的「CH」代表英文字「church」（教會）的頭兩個字母。時至今日，理事會仍對節目格式有一定的影響，特別是星期日的時候。今和它今姊妹電台 2GB一樣，這個電台同屬於麥覺理網絡電台的一部份，並透過麥覺理全國新聞 將重要的新聞和資訊知會它的悉尼聽眾。
2SM 以前亦播放類似的音樂，並且是它的對手，但現在已改變了策略。

## 節目主持人
- John Poole（星期一至五 早餐時間）
- Bob Rogers（星期一至五 上午）
- Steve Murphy（星期一至五 下午）
- George Ilich（星期一至五 下班時間）
- Ian Holland（星期一至五 黄昏）
- Gareth McCray（星期六、日 上午）
- Ross Clifford 牧師（星期日晚）

## 站外連結
- 2CH網站（页面存档备份，存于）
- 2GB網站（页面存档备份，存于）
- Macquarie Radio Network 麥覺理網絡電台網站（页面存档备份，存于）